# Heidemark
Die Unternehmensgruppe Heidemark mit Sitz in Höltinghausen ist einer der größten deutschen Produzenten und Vermarkter von Geflügelprodukten (zu 100 % in der Putenfleisch-Produktion).

## Produkte
Der Schwerpunkt des Sortiments liegt auf Putenfleisch. Das Zubereitungsspektrum umfasst Frisch- und Grillware sowie Convenience-Tiefkühlprodukte, der Schwerpunkt liegt auf portioniertem und zubereitetem Frischgeflügel für die Selbstbedienungstheken des Lebensmittel-Einzelhandels.

## Vertriebskanäle
Beliefert werden Kunden in ganz Europa, in Deutschland vor allem der Lebensmitteleinzelhandel. Darüber hinaus werden Lebensmittelhersteller und -weiterverarbeiter (darunter auch Produzenten von Babynahrung), der Fleisch- und Wurstwarengroßhandel sowie große Einzelkunden (zum Beispiel Lufthansa) und die Gastronomie beliefert. Als Werksverkaufsladen ergänzt der Heidemark-Geflügelshop in Ahlhorn die Vertriebskanäle.
Etwa 80 % der Produktion wird an Kunden innerhalb Deutschlands verkauft, der Rest in Europa exportiert. Es werden auch Schlachtungen nach islamischem Recht vorgenommen.
Die aktuelle Veterinärkontrollnummer der Verarbeitungsbetriebe lautet:
- Ahlhorn, Heidemark Mästerkreis GmbH & Co.: EZG 22 (auch zugelassen für Südafrika), DE-NI 10067 EG

## Struktur

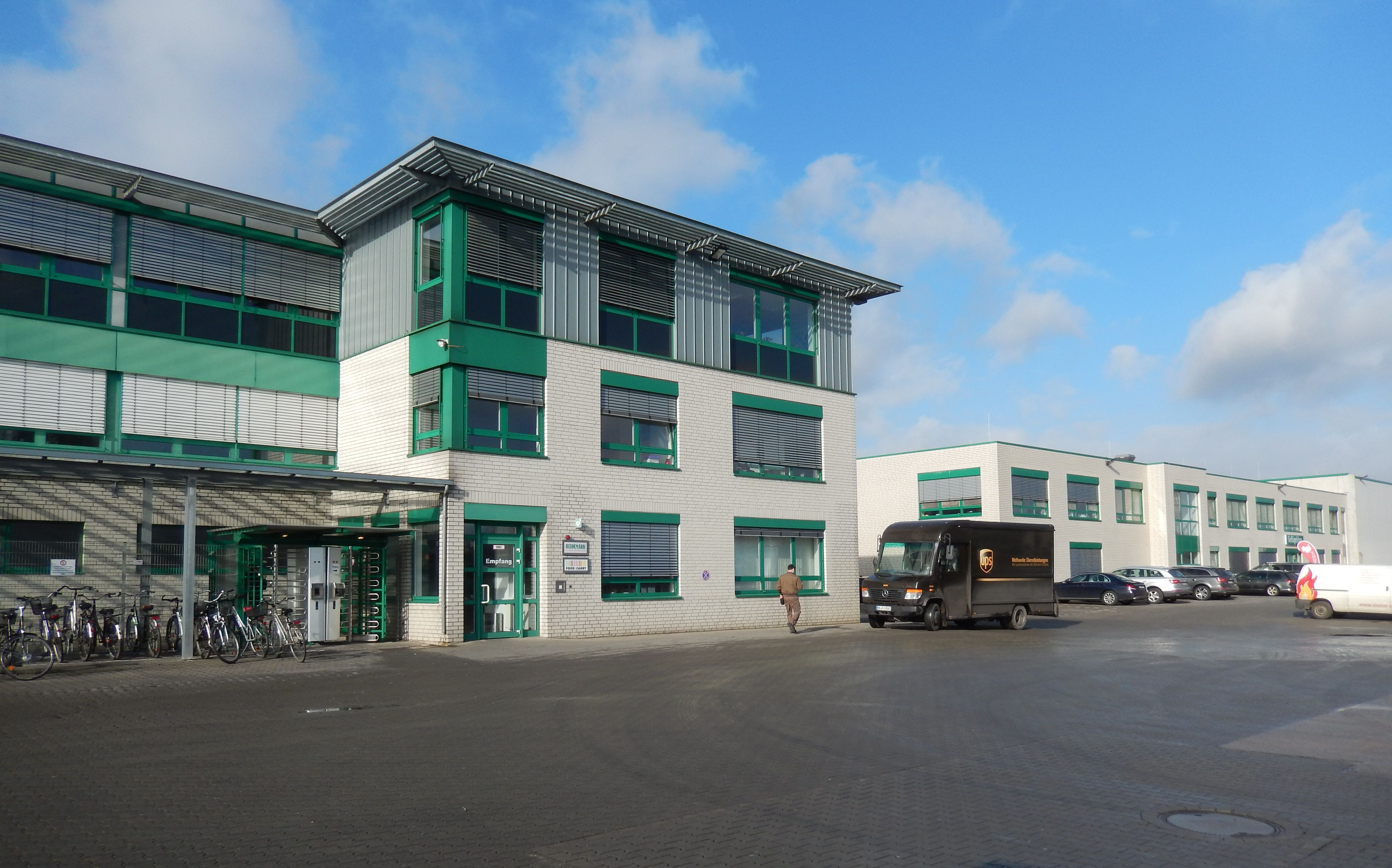
Heidemark in Ahlhorn

Die Heidemark GmbH ist die zentrale, operative Gesellschaft der Unternehmensgruppe und verfügt über eine Reihe von Tochtergesellschaften, u. a.:
- Food and Carry GmbH: Logistikgesellschaft der Unternehmensgruppe.
- Heidemark Mästerkreis GmbH & Co. KG: Produktionsgesellschaft für den Standort Ahlhorn
- Heidemark Polska Sp. z o.o.

Das Produktionssystem von Heidemark ist in der Putenfleischsparte weitgehend vertikal integriert, d. h. von den Elterntierherden über die Brütereien, die Organisation der Mastbetriebe, die Schlachtung, die Weiterverarbeitung, die Kühlung und die Vertriebslogistik mittels eigener Kühlfahrzeugflotte liegt die gesamte Wertschöpfungskette und Qualitätskontrolle in einer Hand. Heidemark ist nach eigenen Angaben zertifiziert nach QS, IFS, BRC und praktiziert das System der 5-D-Kennzeichnung.
Der Hauptgesellschafter des Unternehmens ist Christopher Kalvelage, der 2015 gemeinsam mit seinem Bruder Jan-Bernd Kalvelage die Anteile des Vaters Christoph Bernhard Kalvelage, dem Sohn des Unternehmensgründers, übernahm. Die Heidemark GmbH wird kontrolliert von der Kalvelage Holding GmbH.

## Kennzahlen
Im Jahr 2023 erzielte der Heidemark-Verbund einen Umsatz von 713 Millionen Euro. Heidemark zählt damit zu den fünf größten Unternehmen der deutschen Geflügelwirtschaft. So werden in Ahlhorn jährlich rund 260.000 Tonnen Putenfleisch aus 14,7 Millionen Tieren hergestellt, was ungefähr einen Marktanteil von 45 Prozent bei der Putenfleischverarbeitung ausmacht. Die Unternehmensgruppe beschäftigt insgesamt rund 2.000 Mitarbeiter, davon etwa 1.300 in Ahlhorn.

## Geschichte
Das Unternehmen führt seine Anfänge auf einen 1968 in Garrel gegründeten Putenschlachtbetrieb in der Rechtsform
einer Aktiengesellschaft zurück. Das verschuldete Unternehmen wurde 1975 von dem gelernten Landwirt Reinhold Kalvelage, der damals ein Mischfutterwerk in Höltinghausen besaß, übernommen, um eigene Forderungen nicht zu verlieren.
Anfänglich war das Unternehmen ein Kleinbetrieb, der mit wenig Personal einmal in der Woche Puten schlachtete, die dann als ganze Stücke tiefgefroren in Garrel gelagert und erst vor Weihnachten verkauft wurden. Ab Mitte der 1970er Jahre wurden auch frische Teilstücke vom Truthahn vermarktet, ab Ende der 1970er Jahre auch Brühwürste und geräucherte Putenbrust. Ende der 1980er expandierte das Unternehmen, mit panierten Putenschnitzeln und marinierten Filetsteaks kam der Einstieg in das SB-Marktsegment. 1995 wurde die Produktion von Schnitzeln und Räucherware von Garrel nach Vahldorf (Sachsen-Anhalt) verlegt (etwa 100 Mitarbeiter). 1997 kam dort eine neue Schlachterei (ebenfalls 100 Mitarbeiter) hinzu. Im Jahr 1999 brannte das Werk in Vahldorf völlig aus.  2003 schloss sich die Kalvelage-Gruppe mit der Unternehmensgruppe Rothkötter (Hähnchenfleischproduzent und Mischfuttermühle) in einem Joint-Venture unter Beibehaltung des von Kalvelage eingeführten Markennamens Heidemark zusammen; in der Folgezeit umfasste das Sortiment sowohl Hähnchen- als auch Putenprodukte. Mitte 2008 verkaufte die Unternehmensgruppe Rothkötter wieder unter eigenen Namen, wodurch die Unternehmen nicht mehr unter einer gemeinsamen Leitung stehen.
Im April 2007 verkaufte die Velisco Geflügel GmbH & Co. KG ihre Putengeflügel-Produktion in Ahlhorn (Landkreis Oldenburg) an Heidemark. Heidemark übernahm jedoch weiterhin die Belieferung des bisherigen Velisco-Mehrheitseigentümers Gebr. Nölke GmbH & Co. KG mit Putenfleisch für dessen Geflügelwurstproduktion (Marke „Gutfried“). Nölke verkaufte seine Anteile an Velisco an den Garreler Unternehmer Ulrich Wendeln (Produzent bzw. Händler von Futtermitteln Fleming + Wendeln und Ölsaaten Goldene Mühle, Landhandel u. a.). Alle drei Unternehmensgruppen kooperieren seither eng. So produzieren Heidemark und Velisco derzeit am Standort Ahlhorn übergangsweise noch für beide Unternehmensgruppen. Heidemark hat nach eigenen Angaben im Zusammenhang mit der Übernahme des Standortes Ahlhorn in Bezug auf die Produktionsqualität „zügig die dort notwendigen Konsequenzen gezogen“, die dann auch „mit auslösend für die Verlagerung von Produktionsaktivitäten in den Stammbetrieb nach Garrel“ gewesen seien, als deren Folge im Juli 2007 230 Mitarbeitern in Ahlhorn gekündigt wurde. Laut der Gewerkschaft Nahrung-Genuss-Gaststätten liefen im Anschluss an diese Verlagerungsaktivitäten rund 70 Kündigungsschutzverfahren von Mitgliedern, sowie weitere Klagen nichtorganisierter Ex-Mitarbeiter, die jedoch alle juristisch entkräftet werden konnten.
Die Heidemark Vertriebs- und Logistikgesellschaft mbH in Garrel wurde 2008 in die Gefluegelpartner.EU GmbH überführt, die im April 2013 wiederum zur Food and Carry GmbH in Ahlhorn wurde. Im Herbst 2015 wurde das Mischfutterwerk in Höltinghausen an Agravis verkauft.
2016 wurde eine Neugliederung des Unternehmens vorgenommen. Der bis dahin alleinige Eigentümer Christoph Bernhard (Bernd) Kalvelage übertrug 76 % der Anteile an dem Unternehmen an seinen Sohn Christopher Kalvelage, die restlichen 24 % an seinen Sohn Jan-Bernd Kalvelage. Der Betrieb für Convenience-Produkte in Garrel wurde als SK-Meat-Vertriebs GmbH ausgelagert, deren Eigentümer über die Holdinggesellschaft PK-Holding zu gleichen Teilen die Tochter Sarah Kalvelage und der ehemalige Geschäftsführer von Geflügelpartner.eu, Herbert Paschertz, sind. Nach Verschmelzung mit der Heidemark Geflügel Verwaltungs GmbH und der GT Geflügeltransporte Verwaltungs GmbH im Jahr 2016 liegt der Hauptsitz der Heidemark GmbH heute in Höltinghausen.

## Kritik

### Vorwurf der Verarbeitung verdorbenen Fleisches
Im Dezember 2007 wurde durch Berichte des ARD-Fernsehmagazins „Panorama“ und des Hörfunksenders „NDR Info“ bekannt, dass drei der damals entlassenen Mitarbeiter eidesstattliche Versicherungen abgegeben haben, laut denen im April und Mai 2007 am Standort Ahlhorn größere Mengen (mehrere Tonnen) von bereits verdorben angeliefertem Putenfleisch umverpackt, teilweise mit gutem Fleisch vermischt, und dann neu etikettiert worden sein sollen. Diese eidesstattlichen Versicherungen waren jedoch Fälschungen, stellte das Amtsgericht Oldenburg in einem Urteil am 29. Januar 2009 fest.
Die Erklärungen der Mitarbeiter, die sauer wegen der Entlassung bei Heidemark gewesen seien, seien bei der NGG gefertigt oder nachgebessert worden, sagte der Vorsitzende Richter Rolf Lübben.
Das angeblich verdorbene Fleisch stammte nach Unternehmensangaben aus Polen und sei nur an nichtdeutsche Abnehmer weitervertrieben worden. Aufgrund der Aussagen der Ex-Mitarbeiter hat die Staatsanwaltschaft Vorermittlungen wegen eines Anfangsverdachts auf einen Verstoß gegen das Lebensmittel- und Futtermittelgesetzbuch aufgenommen und drei Betriebsstätten (Heidemark-Betriebe in Garrel und Ahlhorn und ein von Heidemark beliefertes Velisco-Kühlhaus in Rot am See, Baden-Württemberg) durchsuchen lassen. Nach Angaben des Niedersächsischen Landwirtschaftsministeriums haben die Lebensmittelveterinäre in Niedersachsen „keine Erkenntnisse gewinnen können, die die Anschuldigungen der gekündigten Mitarbeiter bestätigt hätten. [...] In den Produktionsstätten sei alles in Ordnung gewesen.“ Proben von Fleisch aus dem betreffenden Zeitraum werden derzeit untersucht. Heidemark bestreitet die Vorwürfe als „völlig gegenstandslos“ und sprach zunächst von „Machenschaften der Gewerkschaft Nahrung, Genuss, Gaststätten“ (NGG). Später wurde diese Formulierung auf der Firmenwebsite jedoch geändert.
Das Oldenburger Landgericht hat den Gewerkschaftsmitarbeiter Matthias B. in diesem Zusammenhang wegen übler Nachrede gegen Heidemark in zwei Instanzen zu einer Geldstrafe verurteilt. Zusätzlich hat Heidemark einen Schadensersatzprozess um rund 7 Mio. Euro vor der Zivilkammer des Oldenburger Landgerichtes angestrengt. Mit Datum vom 24. Januar 2011 wurde Matthias B., in 3. Instanz durch das Oldenburger Oberlandesgericht, in allen Anklagepunkten freigesprochen, wodurch beide Seiten des Rechtsstreits nicht verurteilt wurden oder sonstige juristische Konsequenzen zu tragen hatten.
Die Bremer Organisation „Tierrechtsbund Aktiv“ erstattete bereits im Juli Strafanzeige gegen Heidemark wegen Verstoß gegen mehrere Tierschutzbestimmungen bei einem Tiertransport und erneut im November 2007 wegen der angeblich „katastrophalen Zustände in einem Putenmastbetrieb“ und präsentierte hierfür auch eigenes Bildmaterial aus dem Vorraum eines der Heidemark-Putenmastbetriebe in Garrel vom April 2006 sowie aus einem Heidemark-Putenmastbetrieb in Vechta-Langförden vom September und Oktober 2007. Die Vorwürfe durch den Tierrechtsbund konnten jedoch von den Veterinärbehörden bei zahlreichen Prüfungen bisher nicht bestätigt werden.

### Vorwurf der Verhinderung von Betriebsräten
Die Gewerkschaft NGG warf Heidemark in den Jahren 2006/2007 darüber hinaus vor, „dass das Unternehmen massiv gegen die Gründung von Betriebsräten vorgehe“. Bereits Ende 2004 oder Anfang 2005 wurden fünfzig Mitarbeiter entlassen, da die Kunden des Unternehmens die Abnahmepreise pro Tier um fünf Cent gesenkt hätten. Die freiwerdenden Arbeitsplätze wurden stattdessen mit billigeren osteuropäischen Arbeitern besetzt. Jedwede juristische Nachwirkungen sind mittlerweile beendet und beide Seiten jeweils freigesprochen.
Nach Unternehmensangaben vom 10. Dezember 2007 kam das Deutsche Institut für Lebensmitteltechnik (DIL) in Quakenbrück nach einer Untersuchung der amtlichen Gegenprobe zu dem vorläufigen Ergebnis, dass diese „sensorisch und mikrobiell einwandfrei“ ist; ein von Heidemark zusätzlich beauftragtes „unabhängiges akkreditiertes Labor“ sei zu demselben Ergebnis gekommen. Nach Angaben der Staatsanwaltschaft Oldenburg vom 11. Dezember 2007 kam das Niedersächsische Landesamt für Verbraucherschutz und Lebensmittelsicherheit (LAVES) zu dem Ergebnis, dass die von ihm untersuchten Fleischproben vom März 2007 alle „mikrobiologisch einwandfrei“ sind. Die Ermittlungen hätten zudem ergeben, dass das beschlagnahmte Fleisch nicht aus Polen stamme und bei den stattgefundenen Durchsuchungen sei kein Fleisch aus Polen gefunden worden. Weitere Ermittlungen in dem Verfahren wurden mittlerweile eingestellt.

### Mangelhafte Produktqualität
Die Stiftung Warentest untersuchte im April 2008 mehrere Warenmuster von mariniertem Geflügelfleisch verschiedener Anbieter. Das Heidemark-Produkt Puten-Schnitzel in einer Paprika-Marinade erhielt dabei das Qualitätsurteil mangelhaft. Grund hierfür war der Nachweis von Escherichia-coli-Bakterien in zwei von drei Prüfmustern und die mangelhafte Deklaration.

### Vorwurf der Tierquälerei
Im Jahr 2001 geriet die Kalvelage-Gruppe in starke Kritik u. a. seitens Greenpeace und anderer Tierschutzorganisationen. Diese bemängelten vor allem die ihrer Meinung nach nicht tierschutzgerechten Haltungsbedingungen des Geflügels und die Beimischung von Antibiotika ins Futter. Die Kalvelage-Gruppe bestritt die Vorwürfe, kündigte nach der monatelang geführter Greenpeace-Kampagne jedoch die Einführung einer neuen Produktlinie von Tieren aus extensiver Bodenhaltung an, beginnend ab 2002 bei zunächst 50.000 Tieren in 18 Ställen von sechs der insgesamt 100 Vertragslandwirte, sowie den Verzicht auf Antibiotikazusätze und auf gentechnisch verändertes Soja im Futter.
2013 veröffentlichte Peta Filmaufnahmen aus einem Puten-Stall in Großenkneten und einem Schlachthof in Ahlhorn von Heidemark. Darin wurden die schlimmen Zustände in den Anlagen dokumentiert. Laut Heidemark waren Bilder nicht authentisch und nicht aktuell. Laut der Gewerkschaft Nahrung-Genuss-Gaststätten blockierte Heidemark die Gründung von Betriebsräten und ersetzte die Stammbelegschaft durch osteuropäische Billigarbeitskräfte. Der Spiegel berichtete 2013 zudem, dass die Firma vor einigen Jahren wegen Gammelfleischgerüchten sogar kurzfristig von einigen Einzelhändlern ausgelistet war. Peta sprach von „industrielle Tierquälerei“.

### Vorwurf des Verstoßes gegen Arbeitnehmerrechte
2024 warfen Mitarbeiter dem Unternehmen vor, dass Vorarbeiter auf Krankmeldungen, Fragen und Beschwerden mit einer Versetzung auf Stellen reagierten, auf denen härtere Arbeit geleistet werden müsse. Es wurde von Blasenentzündungen berichtet, da ein Toilettengang für Mitarbeiter zu selten möglich sei; Arbeitsverletzungen seien nur oberflächlich verarztet worden, die Bitte nach einem Krankenwagen sei in einem Fall abgelehnt worden. Es herrsche ein System aus „Angst, Rache und Strafe“. Heidemark widersprach dieser Darstellungen und betonte, „der Einhaltung aller gesetzlichen Vorschriften und Standards in Bezug auf Arbeitsbedingungen und Arbeitnehmerrechte höchste Priorität“ einzuräumen; außerdem arbeite man kontinuierlich an einer Verbesserung des Arbeitsschutzes. Weitere Vorwürfe bezogen sich auf die fehlerhafte Erfassung der Arbeitszeit.

## Mitwirkung in Branchenorganisationen
Mitarbeiter des Heidemark-Verbundes wirken in verschiedenen Organisationen aus der Agrar- und Lebensmittelbranche mit. So ist beispielsweise Bernd Kalvelage Mitglied im Beirat des „Instituts für Strukturforschung und Planung in agrarischen Intensivgebieten“ (ISPA) der Hochschule Vechta (in seiner Funktion als Geschäftsführer der Heidemark Mästerkreis GmbH & Co. KG, welche einer der finanziellen Förderer des ISPA ist). Der ehemalige Heidemark-Geschäftsführer Friedrich Reckmann ist seit seiner Konstituierung am 4. März 2002 Vorsitzender des Steuerungsausschusses des Niedersächsischen Kompetenzzentrums Ernährungswirtschaft (NieKE), an dem wiederum die ISPA und das Deutsche Institut für Lebensmitteltechnik im Kreis weiterer „Kompetenzträger“ mitwirken. Zeitweise war zusammen mit Reckmann auch Franz-Josef Rothkötter Mitglied dieses Ausschusses. Herr Reckmann übergab das Amt Ende 2009, Herr Rothkötter war bis Ende 2006 Mitglied. Die Heidemark GmbH ist seit 4. März 2015 nicht mehr Mitglied des NieKE.